# 三个世界模式
“三个世界”模式，是冷战时期的一种国际关系理论，把世界上的国家分为三类：第一世界、第二世界和第三世界。

## 概念
- 第一世界：資本主義陣營的西方國家
- 第二世界：共產主義陣營的東方國家
- 第三世界：中立國家及不结盟运动国家

## 历史
三个世界模式的概念使用于冷战时期，随着社会主义阵营崩溃，原第二世界解体，三个世界模式也从而发生变化。逐步发展为第一世界（发达国家）与第三世界（发展中国家）相对立的模式。有时第二世界也用以指代介于富有和贫困之间的中等收入国家。
另一种划分方式为，受國際關係理想主義影响的威尔逊世界、以现实主义为指导的霍布斯世界以及边缘化的达尔文世界。